# 637 Chrysothemis
637 Chrysothemis è un asteroide della fascia principale del diametro medio di circa 33,3 km. Scoperto nel 1907, presenta un'orbita caratterizzata da un semiasse maggiore pari a 3,1639548 UA e da un'eccentricità di 0,1350667, inclinata di 0,28581° rispetto all'eclittica.
Il suo nome fa riferimento a Crisotemi, figura della mitologia greca e figlia di Agamennone e Clitennestra.